# Ornitin (lizin) transaminaza
Ornitin (lizin) transaminaza (EC 2.6.1.68, ornitin(lizin) aminotransferaza, lizin/ornitin:2-oksoglutarat aminotransferaza, L-ornitin(L-lizin):2-oksoglutarat-aminotransferaza) je enzim sa sistematskim imenom L-ornitin:2-oksoglutarat-aminotransferaza. Ovaj enzim katalizuje sledeću hemijsku reakciju
-ornitin + 2-oksoglutarat {\displaystyle \rightleftharpoons } 3,4-dihidro-2H-pirol-2-karboksilat + L-glutamat +H2O
Enzim iz Trichomonas vaginalis takođe deluje na L-lizin, formirajući 2,3,4,5-tetrahidropiridin-2-karboksilat.

## Literatura
- Nicholas C. Price; Lewis Stevens (1999). Fundamentals of Enzymology: The Cell and Molecular Biology of Catalytic Proteins (Third изд.). USA: Oxford University Press. ISBN 019850229X.
- Eric J. Toone (2006). Advances in Enzymology and Related Areas of Molecular Biology, Protein Evolution (Volume 75 изд.). Wiley-Interscience. ISBN 0471205036.
- Branden C; Tooze J. Introduction to Protein Structure. New York, NY: Garland Publishing. ISBN 0-8153-2305-0.
- Irwin H. Segel. Enzyme Kinetics: Behavior and Analysis of Rapid Equilibrium and Steady-State Enzyme Systems (Book 44 изд.). Wiley Classics Library. ISBN 0471303097.
- William P. Jencks (1987). Catalysis in Chemistry and Enzymology. Dover Publications. ISBN 0486654605.

## Spoljašnje veze
- Ornithine(lysine)+transaminase на 